# La Bataille contre Berlin
Pour plus de détails, voir Fiche technique et Distribution.
La Bataille contre Berlin (titre original : Der Kampf gegen Berlin) est film muet allemand réalisé par Max Reichmann, sorti en 1926.
Le film met en vedette Carlo Aldini, Jenny Jugo et Raimondo Van Riel.
La direction artistique du film était de Alfred Junge.

## Distribution
- Carlo Aldini : Mac Nilson
- Jenny Jugo : Evi
- Raymond Van Riel : William Tesborn
- Max Magnus : l'étranger
- Hanns Léon Reich : le complice
- Henri De Vries : Randolf
- Alexander Murski : l'oncle
- Philipp Manning : Bob Nilson